# Шевелёв, Митрофан Михайлович
Митрофан Михайлович Шевелёв — советский хозяйственный, государственный и политический деятель, Герой Социалистического Труда.

## Биография
Родился в 1936 году в деревне Осиновка. Член КПСС.
С 1962 года — на хозяйственной, общественной и политической работе. В 1962—1996 годах — токарь Новосибирского производственного объединения «Сибсельмаш» Министерства машиностроения СССР.
Указом Президиума Верховного Совета СССР от 18 июля 1984 года за выдающиеся успехи в труде и высокие показатели в социалистическом соревновании в 11-й пятилетке присвоено звание Героя Социалистического Труда с вручением ордена Ленина и золотой медали «Серп и Молот».
Делегат XXVII съезда КПСС.
Живёт в Новосибирске.